# Michele D'Aria
Pour les articles homonymes, voir Daria.
Michele D'Aria (Pellio Intelvi, 1446 – Gênes, 1500) est un sculpteur italien de la Renaissance.

## Biographie
Habile sculpteur et décorateur, originaire de Pellio Inferiore, frazione de Pellio Intelvi, Michele D'Aria appartient à la grande famille des maestri comacini essaimant depuis des siècles de la région des lacs préalpins dans toute l'Europe pour fournir leurs prestations dans l'art architectural. Il travaille avec ses frères Bonino et Giovanni.
Sa formation artistique est accomplie dans l'important chantier de la chartreuse de Pavie.
Il est déjà actif à Gênes en 1466 : au palais San Giorgio, il réalisa les statues de Francesco Vivaldi, de Domenico Pastine de Rapallo (debout), de Luciano Spinola et d'Ambrogio Di Negro, de facture encore romane et archaïsante ; dans les offices de la Manica Corta, au premier plan, un dessus de porte en pierre noire de Lavagna montre un de ses San Giorgio en bas-relief.
Les trois frères D'Aria sont actifs dans la cathédrale de Savone où ils sculptent le monument funéraire à la mémoire de Sixte IV, réalisé dans le style typique lombard.
En 1489, il travaille encore avec Antonio Carloni (it). Imitant son style, le Tamagnino exécute ses œuvres successives à Gênes, parmi lesquelles en 1492, celles présentes à l'intérieur du dôme de Gênes (chapelle de San Giovanni Battista), et en 1495 le sarcophage de la famille Adorno près de l'église de San Girolamo di Quarto, influencées par la sculpture toscane du XVe siècle.
Une des œuvres les plus importantes réalisées par D'Aria, avec Donato Benti, est le monument funéraire des ducs d'Orléans commandé par Louis XII et situé dans la cathédrale de Saint-Denis.